# 谷本和
谷本 和（たにもと　のどか、1991年9月20日 - ）は、福岡県出身の、日本人の女子柔道選手である。階級は52kg級。身長160cm。組み手は左組み。段位は弐段。得意技は大外刈。

## 経歴
柔道は8歳の時に始めた。山田中学から南筑高校へ進むと、3年の時にインターハイ52kg級で優勝を果たした。環太平洋大学に進学すると、1年の時には全日本ジュニア決勝で桐蔭学園高校1年の山本杏を指導2で破り優勝を飾った。しかし世界ジュニアでは3回戦でコソボのマイリンダ・ケルメンディに指導2で敗れた。その後の学生体重別団体ではチームの初優勝に貢献した。2年の時には学生体重別の準々決勝で金沢学院大学の橋本優貴を小内刈で破るなどして初優勝を飾ると、学生体重別団体でも2連覇を達成することになった。3年の時にはグランプリ・バクーをオール一本勝ちで制して、IJFワールド柔道ツアーで初優勝を飾った。さらに、全日本学生柔道優勝大会でもチームの初優勝に貢献した。講道館杯では5位に終わったが、了徳寺学園の西田優香の代役でグランドスラム・東京に出場することになった。その準決勝ではロンドンオリンピック銀メダリストであるキューバのヤネト・ベルモイを3－0の判定で破るものの、決勝ではコマツの橋本優貴に小内刈で技ありを取られて2位にとどまった。グランプリ・デュッセルドルフでは韓国のキム・ミリを送襟絞で絞め落として3位となった。4年の時には全日本学生柔道優勝大会で2連覇を果たすと、学生体重別団体で2年ぶり3度目の優勝を成し遂げた。2014年には綜合警備保障の所属になると、東アジア選手権の個人戦と団体戦でともに優勝した。

## 戦績
- 2009年 -　インターハイ　優勝
- 2009年 -　ワールドカップ・スウォン　5位
- 2009年 -　エクサンプロヴァンスジュニア国際　優勝
- 2010年 -　ベルギー国際　優勝
- 2010年 -　フランスジュニア国際　優勝
- 2010年 -　韓国ジュニア国際　優勝
- 2010年 -　全日本ジュニア　優勝
- 2010年 -　学生体重別団体　優勝
- 2011年 -　全日本学生柔道優勝大会　2位
- 2011年 -　学生体重別　優勝
- 2011年 -　学生体重別団体　優勝
- 2011年 -　ワールドカップ・チェジュ　3位
- 2012年 -　グランプリ・バクー　優勝
- 2012年 -　全日本学生柔道優勝大会　優勝
- 2012年 -　学生体重別　3位
- 2012年 -　学生体重別団体　3位
- 2012年 -　講道館杯　5位
- 2012年 -　グランドスラム・東京　2位
- 2013年 -　ヨーロッパオープン・オーバーヴァルト　3位
- 2013年 -　グランプリ・デュッセルドルフ　3位
- 2013年 -　全日本学生柔道優勝大会　優勝
- 2013年 -　学生体重別団体　優勝
- 2014年 -　体重別　3位
- 2014年 -　東アジア選手権　個人戦　優勝　団体戦　優勝
- 2016年 -　実業個人選手権　3位
- 2017年 -　実業個人選手権　3位

(出典、JudoInside.com)